# Knowles
Knowles – miasto w Stanach Zjednoczonych, w stanie Oklahoma, w hrabstwie Beaver.